# Stalin-Noten

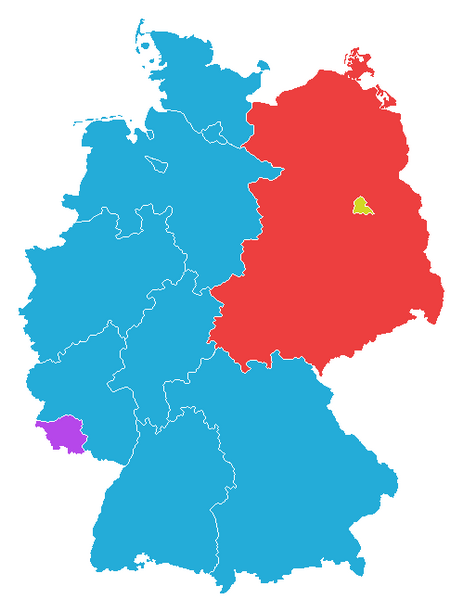
Deutschland in den Grenzen zur Zeit der Stalin-Noten 1952 vor Beitritt des Saarlands, Sonderstatus Berlins und ohne Ostgebiete (lt. Absatz 7 der 1. Stalin-Note); Bundesrepublik blau, DDR und Ost-Berlin rot, West-Berlin gelb, Saarland violett

Am 10. März 1952 bot der sowjetische Diktator Josef Stalin den Westmächten (Frankreich, Vereinigtes Königreich, Vereinigte Staaten) in einer Note Verhandlungen über eine Wiedervereinigung und Neutralisierung Deutschlands an. Diese Note und die Erwiderungen Stalins auf die Antworten der Westmächte werden als Stalin-Noten bezeichnet.
Bundeskanzler Konrad Adenauer, die westdeutsche Öffentlichkeit und die Westmächte lehnten die Stalin-Noten als Störmanöver ab, mit dem Stalin die Westintegration der Bundesrepublik Deutschland habe behindern wollen. Die genaue Absicht, die mit dieser diplomatischen Note verbunden war, ist nicht abschließend geklärt. In der Geschichtswissenschaft gibt es verschiedene Auffassungen diesbezüglich. Durch die Öffnung von Archiven besonders auf Seiten der Vereinigten Staaten in den letzten Jahren wurde aber zumindest deutlich, dass es auch innerhalb der westlichen Siegermächte Überlegungen gab, die Note anzunehmen und ein neutrales, wiedervereinigtes Deutschland zuzulassen. Hierdurch haben die Positionen, welche von einer Ernsthaftigkeit der Stalin-Note ausgehen, neuen Aufwind erhalten; die Frage bleibt aber weiterhin ungeklärt.

## Ausgangslage
In Deutschland hatte sich 1949 im Westen die parlamentarisch-demokratische Bundesrepublik Deutschland konstituiert, im Osten wurde von der Sowjetunion die Deutsche Demokratische Republik (DDR) geschaffen. Die Aussicht auf eine Wiedervereinigung war wegen der Eingliederungen Ost- und Westdeutschlands in die jeweiligen Machtblöcke in weite Ferne gerückt. Die Kommunisten fürchteten überdies, bei freien Wahlen ihre Macht zu verlieren.
Die Wiedervereinigungsfrage wurde Anfang der 1950er Jahre erneut in die Öffentlichkeit getragen und erreichte mit den „Stalin-Noten“ 1952 einen Höhepunkt, allerdings mitten in dem so genannten Kalten Krieg.
Der Bundeskanzler der Bundesrepublik Deutschland, Konrad Adenauer (CDU), war der Auffassung, dass eine Wiedervereinigung unter den gegebenen Umständen nicht möglich wäre, dass es aber nötig sei, die Bundesrepublik stärker mit dem Westen zu verbinden. Daher strebte er eine Einigung mit den drei West-Alliierten an, einschließlich der in militärischen Fragen. Die Bundesrepublik solle eine Armee erhalten, die in eine westliche Gesamtstreitmacht zu integrieren sei. Dabei war die Lage durchaus kompliziert: Ein Friedensvertrag Deutschlands mit den Siegern des Zweiten Weltkrieges insgesamt stand nach wie vor noch aus.
So bot am 15. September 1951 die DDR-Regierung der Bundesregierung an, bei einem Treffen die Abhaltung von Wahlen zu diskutieren. Die Bundesregierung weigerte sich jedoch, Gespräche mit der SED zu führen, weil dies aus ihrer Sicht eine faktische Anerkennung der DDR als gleichberechtigten Staat bedeutet hätte. Die Kontakte liefen folglich immer über die Siegermächte. Stattdessen beabsichtigte die Bundesregierung, dass eine Kommission der Vereinten Nationen (UN) prüfen solle, ob freie gesamtdeutsche Wahlen möglich seien. Auf Bestreben der Westmächte trat diese UN-Kommission im Dezember 1951 zusammen: Die Regierung der DDR wiederum verweigerte ihr allerdings die Einreise; ihrer Meinung nach sollte die Prüfung durch eine Kommission der Siegermächte erfolgen.
In der Wiedervereinigungsfrage forderte der Osten einerseits, zuerst über einen Friedensvertrag zu verhandeln, während der Westen zuerst freie Wahlen in ganz Deutschland forderte. Andererseits verhandelte die Bundesrepublik die Verträge der Europäischen Verteidigungsgemeinschaft (EVG), die zu deren West-Integration führen sollten. In diesen Ablauf sind die „Stalin-Noten“ einzuordnen, deren erste datiert vom 10. März 1952, die während der bundesdeutschen EVG-Verhandlungen vorgelegt wurde. 
Dass diese „Stalin-Noten“ ernsthaft gemeint seien, daran gab es bereits kurz nach deren erster vom 10. März 1952 ernsthafte sachliche Zweifel, die zudem auf Erklärungen, u. a. der Regierung der DDR vom 14. März 1952, gestützt werden konnten. Öffentlich und politisch wurden sie einerseits so als Verlängerung der östlichen (Propaganda-)Bemühungen gesehen, das Scheitern der Wiedervereinigung „dem Westen“ anzulasten, andererseits verstärkte es eher die Bestrebungen, zu einer Einigung innerhalb der EVG-Verträge zu kommen.
Während Folgenoten (ab der zweiten „Stalin-Note“) eher das bereits anfangs geäußerte Misstrauen bestärkten, wurden die EVG-Verträge zwar trotzdem im Mai 1952 unterzeichnet, sie wurden allerdings danach nicht vom französischen Parlament ratifiziert: Die von Adenauer 1952 angestrebte West-Integration gelang der Bundesrepublik erst 1955/1956 über die NATO.
Über die „Stalin-Noten“ wiederum wurde in der DDR nach dem Tod Stalins 1953  Stillschweigen verordnet: Die dazu 1952 initiierten zahlreichen Initiativen wurden von DDR- und SED-Führung zunächst zurückgestellt, anschließend nicht weiter verfolgt und schließlich gänzlich verschwiegen. Erst ab 1990 wurden sie wieder öffentlich bekannt.

## Die erste Stalin-Note
Die SED hatte anlässlich einer Vorkonferenz in Paris den Gedanken, dass die beiden deutschen Staaten um die Behandlung eines Friedensvertrages auf der Tagesordnung bitten sollten. Die sowjetische Führung nahm den Gedanken auf, den Westmächten Verhandlungen über den Friedensvertrag anzubieten. Obwohl die Außenministerkonferenz nicht stattfand, wurde dieser Plan von der sowjetischen Regierung weiter verfolgt, denn man fürchtete sowohl die westliche Forderung nach freien Wahlen als auch eine Einbindung von (noch zu errichtenden) westdeutschen Streitkräften in ein Westbündnis.
Daher ergriff die SED die Initiative in der Frage eines Friedensvertrages, um damit die westliche Wahlforderung zu parieren. Die Regierung der DDR sollte zunächst erneut in einem Appell an die vier Mächte um die Aufnahme von Verhandlungen über einen Friedensvertrag mit der Bundesrepublik Deutschland bitten. Nach etwa zwei Monaten könnte dann die Sowjetunion ihr Konzept präsentieren.
Schon im August 1951 wurde Stalin der erste Entwurf dieses Konzepts vorgelegt. Aus diesem Entwurf hatte Wjatscheslaw Michailowitsch Molotow zuvor den Vorschlag getilgt, dass Deutschland in den Grenzen vom 1. Januar 1938 wiedervereinigt werden sollte, also auch die Gebiete östlich von Oder und Neiße umfassen sollte, die die Volksrepublik Polen und die Sowjetunion (Nordteil Ostpreußens) bereits als eigenes Staatsgebiet betrachteten. Nachdem der Entwurf durch weitere Korrekturen und grundlegende konzeptionelle Änderungen bearbeitet worden war, war die endgültige Fassung sieben Monate später zur Veröffentlichung bereit.
Am 10. März 1952 übergab Andrei Gromyko, der stellvertretende sowjetische Außenminister, den drei westlichen Besatzungsmächten (USA, Großbritannien, Frankreich) eine diplomatische Note über die Lösung der Deutschen Frage. Dazu sollte eine Viermächtekonferenz einberufen werden. Die Note enthielt folgende Punkte:
- Ein Friedensvertrag aller Kriegsteilnehmer mit Deutschland sollte abgeschlossen werden, an dessen Ausarbeitung eine gesamtdeutsche Regierung beteiligt werden solle. Über die Bildung dieser Regierung müssten sich die Alliierten einigen.
- Deutschland sollte in den Grenzen, die durch die Beschlüsse der Potsdamer Konferenz der Großmächte festgelegt worden waren, wiedervereinigt werden.
- Spätestens ein Jahr nach Inkrafttreten des Friedensvertrages sollten sämtliche Streitkräfte der Besatzungsmächte aus Deutschland abgezogen werden.
- Deutschland würden demokratische Rechte, wie beispielsweise Versammlungsfreiheit, Pressefreiheit und ein pluralistisches Parteiensystem zuerkannt werden. (Freie Wahlen wurden allerdings nicht explizit erwähnt.)
- Die Entnazifizierung sollte beendet werden.
- Deutschland dürfte keinerlei Koalitionen oder Militärbündnisse eingehen, die sich gegen irgendeinen Staat richteten, der mit seinen Streitkräften am Kriege gegen Deutschland teilgenommen hatte.
- Deutschland würden keinerlei Handelsbeschränkungen auferlegt.
- Die Aufstellung nationaler, zur Verteidigung notwendiger Streitkräfte sowie die dazu nötige Produktion von Kriegsmaterial würden Deutschland gestattet.

### Antwortnote der Westmächte
Von den Westmächten war eine sowjetische Aktion wie die Märznote bereits mehr oder weniger erwartet worden angesichts der Tatsache, dass Stalin sich bisher noch nicht in die Westintegration eingemischt hatte. Man wollte jedoch keinesfalls Verhandlungen mit der Sowjetunion aufnehmen, solange die Verträge zur Westintegration der Bundesrepublik nicht unterzeichnet waren. Die Antwortnote der Westmächte wurde dementsprechend darauf ausgelegt, Friedensvertragsverhandlungen vorerst zu verzögern.
Erst nachdem die endgültige Formulierung durch die Außenminister der Westmächte schon erfolgt war, wurde Adenauers Meinung erfragt, sodass er allenfalls geringe Änderungen hätte bewirken können. Obwohl er Stalins Märznote misstraute, bat er darum, diese in der Antwortnote nicht grundsätzlich abzulehnen. Es sollte nicht der Eindruck entstehen, der Westen weise das Angebot ab.
Am 25. März 1952 wurde die erste Note der Regierungen Großbritanniens, Frankreichs und der Vereinigten Staaten in Moskau übergeben. Sie enthielt folgende Punkte:
- Voraussetzung für die Aufnahme von Friedensvertragsverhandlungen müsse sein: Prüfung der UN-Kommission bezüglich freier Wahlen in Gesamtdeutschland, die Abhaltung freier Wahlen, erst danach die Bildung einer gesamtdeutschen Regierung;
- Ablehnung der Grenzen von Potsdam (der Oder-Neiße-Grenze), da diese Grenzen nur bis zur Ausarbeitung eines Friedensvertrages gelten würden;
- Deutschland habe das Recht, jegliche Bündnisse im Rahmen der UN-Charta einzugehen;
- Volle Zustimmung der Westmächte zur Eingliederung Deutschlands in ein defensives europäisches Bündnis, was als eindeutiger Hinweis auf die EVG zu verstehen war. Ein unabhängiges deutsches Heer sei ein Rückschritt in vormalige europäische Verhältnisse von Militarismus, Rivalität und Aggression.

### Reaktionen in der Bundesrepublik Deutschland
Die Prioritäten des Bundeskanzlers Konrad Adenauer waren deutlich: Eine Westintegration der Bundesrepublik und eine Wiedervereinigung nur als abstraktes und nicht wirklich erwartetes Fernziel. „Die Wiederherstellung der deutschen Einheit in einem freien, geeinten Europa“ galt zwar als das oberste Ziel seiner Regierung. In einem freien, geeinten Europa sollte dies für ihn bedeuten, dass eine Wiedervereinigung erst hätte stattfinden können, nachdem die Westintegration der Bundesrepublik gesichert war. Seine Vorstellung ging sogar so weit, dass gleichzeitig mit einer Wiedervereinigung auch der Osten Europas eine Umwälzung erfahren müsste. Gelänge die Integration der Bundesrepublik in ein westeuropäisches Bündnis hingegen nicht, geriete Westdeutschland unvermeidlich in den Sog der Sowjetunion. Eine Armee, die die Sicherheit eines neutralen Deutschlands gewähren könnte, wäre von Deutschland allein schon finanziell nicht tragbar, befand er. Adenauer ging also von einem zeitlich unabsehbaren Nebeneinander von zwei deutschen Staaten aus und verfolgte dies hintergründig als Ziel.
Aus diesem Grunde stellte er die Märznote als bloßes Störfeuer dar, das bezwecke, „die Bundesrepublik Deutschland auf den unfreien Status eines Satellitenstaates herabzuziehen und den Zusammenschluss Europas unmöglich zu machen“. Er wollte deshalb alle Verhandlungen mit den Westmächten so fortsetzen, „als ob es die Note nicht gäbe“.
Die Auffassung Adenauers, dass Stalins Angebot nicht ernst gemeint war, wurde weit und breit geteilt. Es gab aber unterschiedliche Auffassungen darüber, wie man auf das Angebot reagieren solle. Der Bundesminister für Gesamtdeutsche Fragen Jakob Kaiser (CDU) hatte schon zuvor mit seiner „Brückentheorie“ für ein Deutschland als Vermittler zwischen Ost und West geworben. In der Forderung nach freien Wahlen und der Ablehnung der Potsdamer Grenzen stimmte er zwar mit Adenauer überein, nahm die sowjetischen Vorschläge aber dennoch sehr ernst. In einer Rundfunkansprache vom 12. März 1952 maß Kaiser der Note eine erhebliche politische Bedeutung zu, obgleich er die Ansicht äußerte, dass man sie mit „vorsichtigster Zurückhaltung“ betrachten müsste. Er forderte, die Vorschläge der Sowjetunion genau auszuloten, um keine etwaige Gelegenheit zur Wiedervereinigung zu vergeben.
Ähnlich meinten andere Minister und auch Teile der FDP, man solle Stalins Angebot wenigstens ernsthaft prüfen, damit in der Weltöffentlichkeit nicht der Eindruck entstehe, die Wiedervereinigung scheitere an der Haltung der Bundesrepublik. Und anlässlich einer solchen Prüfung werde dann schnell überdeutlich, dass Stalin sein Angebot gar nicht ernst meine. Er sei dann bloßgestellt.
Adenauer hingegen sah in einer „Prüfung“ lauter Nachteile:
- Eine Konferenz könnte von der Sowjetunion in die Länge gezogen werden, während die Westbindung erst einmal verschoben würde. Würde der Westen schließlich die Konferenz entnervt verlassen, könne Stalin dem Westen das Scheitern der Gespräche anlasten.
- Es sei wegen des Zweiten Weltkriegs unerlässlich, dass die Bundesrepublik dem Westen als verlässlicher Partner erscheine. Ein Eingehen auf das Angebot würde diesen Eindruck zerstören (so genannter Rapallo-Komplex).
- An der von Stalin vorgeschlagenen Konferenz würde neben der Bundesrepublik Deutschland auch die Deutsche Demokratische Republik teilnehmen. Dadurch würde die DDR von westlicher Seite anerkannt werden, und Stalin hätte ein Ziel bereits erreicht, ohne etwas aus der Hand zu geben.
- Und selbst wenn Stalins Angebot ernst gemeint war, hatte Adenauer nach Ansicht des Historikers Andreas Hillgruber Angst vor einem neutralisierten Gesamtdeutschland. Er traute „den Deutschen“ nicht zu, sich in einer so schwierigen Lage zwischen Ost und West verantwortungsvoll zu verhalten. Diese Befürchtung teilte Adenauer mit den Westmächten. Adenauer war auch deshalb gegen eine Neutralität, weil Deutschland sich allein nicht gegen die (Atommacht) Sowjetunion verteidigen könne.

Generell war Adenauer sich mit seinen Ministern, der oppositionellen SPD und der breiten Bevölkerung einig: Das Angebot des Diktators Stalin sei nicht ernst gemeint, und die Forderung nach freien Wahlen müsse aufrechterhalten bleiben. Es blieb aber ein Unbehagen darüber, dass die Bundesrepublik nichts gegen die deutsche Teilung ausrichten konnte.

### Reaktionen der DDR-Führung

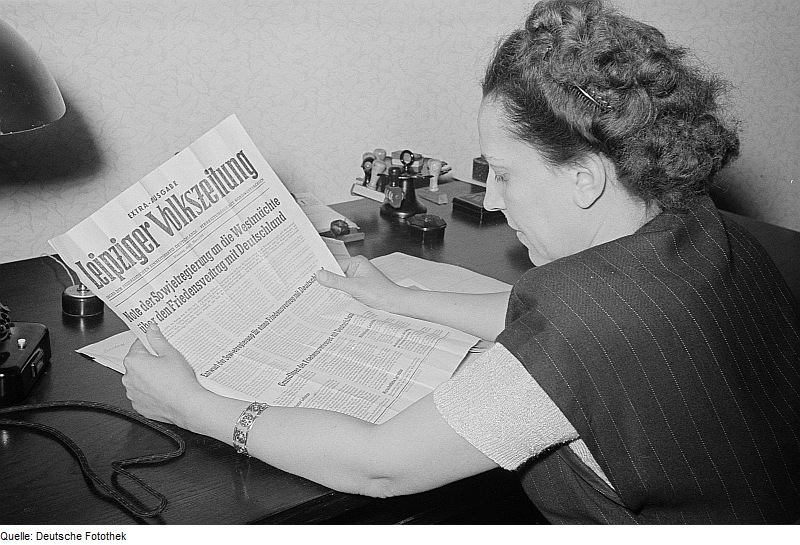
Eine Frau liest eine Extra-Ausgabe der Leipziger Volkszeitung zur Stalin-Note

In der DDR wurde die Note offiziell mit Begeisterung aufgenommen. Das SED-Parteiorgan Neues Deutschland maß ihr enorme Bedeutung „für den Kampf der patriotischen Kräfte des deutschen Volkes um die friedliche Wiedervereinigung“ zu, wobei mit „patriotischen Kräften“ „sozialistische Kräfte“ bzw. „dem Sozialismus nahestehende Kräfte“ gemeint waren.
DDR-Ministerpräsident Otto Grotewohl (SED) deutete in einer Regierungserklärung vom 14. März an, wie der Vertragsentwurf von der DDR-Regierung interpretiert wurde. Darin bezeichnete er die DDR als demokratischen und freien Staat und die Bundesrepublik Deutschland als undemokratisch und faschistisch. Friedens- und demokratiefeindliche Gruppen dürften in einem vereinigten Deutschland jedoch nicht bestehen. Darüber hinaus müsse sich ein Gesamtdeutschland am Fünf-Jahres-Plan der DDR ausrichten. Unmissverständlich äußerte sich schließlich Walter Ulbricht, der Generalsekretär des Zentralkomitees der SED, zur Auslegung der Note. Sie sei als Aktion gegen den „Generalkriegsvertrag“ (gemeint war der beabsichtigte Deutschlandvertrag) zu verstehen, durch welchen Deutschland in westliche Abhängigkeit geriete. Deutschland könne sich jedoch nur im sogenannten „Weltfriedenslager“ (also einem „kommunistischen Lager“) frei und friedlich entfalten.

## Der weitere Notenaustausch

### Der zweite Notenaustausch
In der zweiten Stalin-Note vom 9. April 1952 blieb die Sowjetunion dabei, dass die Verhandlungen mit den Grundlagen des Friedensvertrags und der Bildung einer gesamtdeutschen Regierung beginnen müssten. Zwar akzeptierte Stalin, dass freie Wahlen die Grundlage einer gesamtdeutschen Regierung seien, dennoch sollte die Prüfung der Voraussetzungen durch die Siegermächte, nicht durch die Vereinten Nationen erfolgen. An der Oder-Neiße-Grenze hielt Stalin ebenfalls fest, und in der Bündnisfrage formulierte er jetzt sogar noch allgemeiner, das wiederbewaffnete Deutschland dürfe sich nicht an Bündnissen beteiligen, die sich aggressiv gegen andere Staaten richteten.
In der zweiten Westnote (13. Mai 1952) betonte man erneut, dass an den Vertragsverhandlungen eine frei gewählte gesamtdeutsche Regierung teilnehmen müsse. Man gab nun nach, dass die Wahlprüfung auch von einer Kommission der Siegermächte vorgenommen werden könne, in der Kommission sollten aber nicht direkte Regierungsvertreter sitzen, sondern „unparteiische Mitglieder“. Die Streitfrage der Reihenfolge blieb also: erst freie Wahlen (Westen) oder erst Verhandlungen (Stalin).

### Der dritte Notenaustausch
Am Tag vor der Unterzeichnung des EVG-Vertrags überreichte die Sowjetunion eine dritte Note (24. Mai 1952). Darin kritisierte Stalin die Westverträge (die laut Deutschlandvertrag auch nach der Wiedervereinigung gelten sollten) und warf den Westmächten vor, die Verhandlungen über einen Friedensvertrag zu verzögern. Die gesamtdeutsche Regierung bei den Vertragsverhandlungen müsse außerdem unter Kontrolle der Siegermächte bleiben.
Der Westen (10. Juli 1952) seinerseits kritisierte die Zentralisierung, die Kollektivierung und die Änderungen im Justizwesen der DDR, die die SED zuvor beschlossen hatte. Auf einer Konferenz, so die Westnote, sollte noch nicht über einen Friedensvertrag verhandelt, sondern erst über eine Wahlprüfungskommission entschieden werden. Eine Meinungsverschiedenheit blieb auch die Frage, ob die Potsdamer Beschlüsse die Grundlage von Verhandlungen sein könnten – nach Ansicht des Westens widersprachen diese Beschlüsse allen Entwicklungen seit 1945.

### Der vierte Notenaustausch
Die Sowjetunion wiederholte in ihrer letzten Note vom 23. August 1952 hauptsächlich ihre Forderungen und Beschuldigungen. Nachdem aber der Westen eine Wahlprüfungskommission nicht durch die UN, sondern durch die Siegermächte zugestanden hatte, lehnte die Sowjetunion plötzlich eine internationale Wahlprüfungskommission überhaupt ab. Stattdessen sollten die beiden deutschen Staaten eine paritätische Kommission einrichten. Dies war aber bereits 1951 von den Westmächten abgelehnt worden.
Aus diesem Grunde beschränkten sich die Westmächte in ihrer Antwort vom 23. September 1952 darauf, ihrerseits vorherige Ansichten zu wiederholen und den Vorschlag von der Bildung einer unparteiischen Kommission durch die vier Mächte zu erneuern.
War die Fruchtlosigkeit des Notenwechsels nach der ersten Westnote im Osten wie im Westen bloß intern bereits festgestellt worden, kam diese Ansicht durch den (eher polemischen) Inhalt der letzten vier Noten auch öffentlich zum Ausdruck. Die Unterzeichnung der beiden Westverträge (Deutschlandvertrag am 26. und EVG-Vertrag am 27. Mai 1952) betonte das noch.

## Die Debatten um eine „verpasste Chance“
Wie bereits gesehen, waren sich die meisten Beobachter und Politiker der westlichen Seite in den wesentlichen Punkten einig. Im Nachhinein kam es allerdings mehrmals zu einer Debatte über die Frage, ob 1952 eine reelle Chance zur Wiedervereinigung verpasst worden war. Genau genommen ging es um zwei Streitfragen:
- Die konkretere und erforschbare Frage dreht sich um Stalins Motive, um seine Bereitschaft, tatsächlich ein neutralisiertes, demokratisches Gesamtdeutschland zuzulassen (und damit die DDR aufzugeben). Skeptiker verneinen dies. Ein völlig ungebundenes Deutschland konnte für Stalin prinzipiell ebenso unangenehm sein wie für den Westen. Die Existenz der DDR hatte für Stalin große Vorteile:
  - Als eine von drei Sieger- und vier Besatzungsmächten des Zweiten Weltkriegs genoss die Sowjetunion ein ursprüngliches Prestige.
  - Die sowjetischen Besatzungsrechte auf dem Boden der DDR waren allgemein von den Westmächten anerkannt.
  - Die DDR war ein wichtiger sowjetischer Brückenkopf mitten in Europa; dies vor allem ab dem Zeitpunkt, als sowjetische Truppen die Tschechoslowakei und Polen wieder verlassen hatten. Die DDR war eine wichtige Klammer des Systems der sowjetischen Satellitenstaaten.
  - die DDR-Führung war (großteils), ausgehend auch auf Grund der Installation der Ulbricht-Gruppe schon 1945 ein besonders treuer Vasall der Sowjetunion.
  - Die DDR leistete nicht nur Reparationen an die Sowjetunion und stellte Soldaten auf. Dazu gehörte auch, dass die Wismut AG soviel Uran förderte, das für das sowjetische Atombombenprojekt grundlegend war.
  - In der DDR gab es viele kompetente Unternehmen im Maschinen- und Anlagenbau, die jedoch im Wesentlichen in die Sowjetunion gezogen werden sollte (was letztlich nicht gelang).
  - Vergleiche mit Österreich – aus dem die Sowjetunion sich 1955 zurückzog – gehen nicht auf, da Österreich ein ungleich geringeres strategisches und wirtschaftliches Gewicht hatte als Deutschland. Außerdem hatte es in Österreich schon 1945 eine gesamtstaatliche Regierung gegeben (siehe Besetztes Nachkriegsösterreich, Österreichischer Staatsvertrag vom 15. Mai 1955)

Skeptiker meinen:
- Stalin hätte immer noch versuchen können, über den Umweg Wiedervereinigung ganz Deutschland zu unterwerfen.
- Ohne Westbündnis hätte Stalin die westeuropäischen Länder nach und nach erobern können, so wie Hitler es mit Deutschlands Nachbarn tat (siehe Anschluss Österreichs, Zerschlagung der Tschechoslowakei, Überfall auf Polen, Westfeldzug)
- Ohne Westintegration wäre es der Bundesrepublik bzw. Gesamtdeutschland wirtschaftlich schlechter ergangen (ob der Marshallplan nennenswert zum Wiederaufbau beitrug, ist umstritten)

Vor allem das Verhalten der Bundesregierung und der Westmächte standen zur Debatte. Zu den Kritikern gehörten der Publizist Paul Sethe, die Historiker Wilfried Loth, Josef Foschepoth, Karl-Gustav von Schönfels und vor allem Rolf Steininger. Ihre Auffassungen wurden unter anderem beantwortet von Gerhard Wettig, Gottfried Niedhart und später Hermann Graml. 
Zu den Aussagen, die von Seiten der Kritiker immer wieder gemacht wurden, gehört auch, der Rheinländer Adenauer habe die Wiedervereinigung mit dem protestantischen, preußischen Osten gar nicht gewollt. Die Haltung Adenauers in der Weimarer Republik (er wollte ein unabhängiges Rheinland innerhalb des Reichs) wurde gegen ihn verwandt, kann aber nicht mit hinreichender Sicherheit als Motiv belegt werden. Doch Adenauer hatte auch ein rationales Motiv: Viele der Stammgebiete der SPD lagen auf dem Gebiet der DDR. Mit der Ostzone wäre Gesamtdeutschland protestantischer und wohl auch sozialdemokratischer geworden als die Bundesrepublik der drei Westzonen.
Die Debatte hatte zwei Höhepunkte: gegen Ende der 1950er Jahre und dann wieder nach Öffnung der Archive der Westmächte Mitte der 1980er Jahre. Eine neuere Forschung seit den 1990er Jahren bezieht auch die Archive des ehemaligen Ostblocks mit ein und trägt zur Fortsetzung der Diskussion bei.

### Diskussion in den 1950er Jahren
Der niederländische Historiker Ruud van Dijk bemerkt, dass in späteren Diskussionen Stalin eine viel größere Aufrichtigkeit zugemessen wurde als 1952. Je klarer jedoch wurde, dass die Chancen für eine Wiedervereinigung Deutschlands schwanden, desto heftiger wurde die Debatte darüber geführt, ob 1952 nicht eine wichtige Chance verpasst worden war. Laut Manfred Kittel nahm die Diskussion in dem Maße zu, wie die Chance auf eine Wiedervereinigung abnahm.
Innerhalb der Publizistik war es Paul Sethe, welcher am schärfsten Adenauers Nichteingehen auf das Angebot Stalins kritisierte. Sethe war Anfang der fünfziger Jahre Mitherausgeber der Frankfurter Allgemeinen Zeitung gewesen und hatte sich in seinen Kommentaren dafür ausgesprochen, die Stalin-Noten wenigstens auf ihre Ernsthaftigkeit auszuloten. So sah er in der Neutralisierung Deutschlands einen angemessenen Preis für die Wiedervereinigung. Die Vorstellung der „verpassten Chancen“ vollendete er 1956 in seinem Buch „Zwischen Bonn und Moskau“ und legte so den Grundstein für eine Jahrzehnte andauernde Debatte über die Stalin-Noten.
Aufmerksamkeit erhielt die Vorstellung durch eine Bundestagsdebatte vom 23. Januar 1958. Die CDU/CSU regierte damals mit der kleinen DP, als sich zwei ehemalige Bundesminister zu Wort meldeten, Thomas Dehler (FDP) und Gustav Heinemann (erst CDU, seit 1957 SPD). Beide hatten die Bundesregierung seinerzeit im Streit mit Adenauer verlassen. Sie warfen Adenauer vor, nicht genug für die Wiedervereinigung getan zu haben.

### Diskussion in den 1980er Jahren
Die Debatte kam in den 1980er Jahren wieder auf, als die westlichen Archive für Historiker geöffnet wurden. Die Archive der Sowjetunion und der DDR waren zu diesem Zeitpunkt noch nicht zugänglich. Rolf Steininger fragte 1985 in seinem Beitrag „Eine Chance zur Wiedervereinigung?“, die sich vorwiegend auf westliche Quellen stützte, ob damals eine wichtige Chance verpasst wurde. Steininger und andere verneinten die Fragen, ob es zwangsläufig zu einem geteilten Deutschland hätte kommen müssen und ob der Kurs Adenauers der bestmögliche Weg war. Seine Argumentation beruht auf drei Annahmen:
- Stalins Angebot war ernst gemeint;
- die Westmächte hatten vor, das Angebot von Stalin auszuloten;
- Adenauer hat jeglichen Versuch in diese Richtung zu unterbinden versucht.

Hermann Graml hingegen rechtfertigte das Verhalten der Westmächte. Ebenfalls auf Grundlage der westlichen Archive maß er Adenauers Einfluss auf die Verhandlungen ganz im Gegenteil geringe Bedeutung bei. Die Note selbst und das „geplante“ Scheitern der Verhandlungen interpretierte Graml dahingehend, dass sich die Sowjetunion ein Alibi erschaffen wollte, um die Eingliederung der DDR in den Ostblock vorantreiben zu können.

### Nach Öffnung sowjetischer Archive
Nach einer teilweisen Öffnung der Archive der ehemaligen Sowjetunion geht der historische Streit darüber, ob die Stalin-Noten nur ein Störmanöver waren, weiter. Wilfried Loth verneint diese Frage: Die Akten würden zeigen, dass es durchaus eine Chance gab, „zu den Bedingungen anzuschließen, die Stalin in der Note vom 10. März grob skizziert hatte […]. Stalin wollte wie all die Jahre zuvor den Kompromiß, und er war bereit dafür einen deutlich höheren Preis an die Deutschen zu zahlen, als er zunächst im Sinn hatte.“ Auch Hans-Heinrich Nolte glaubt, dass Stalin tatsächlich zu einer Wiedervereinigung Deutschlands als neutraler Staat bereit gewesen sei, dieser Vorschlag im Westen aber nicht ernst genommen wurde.
Peter Ruggenthaler, der für seine Publikation Akten aus dem zentralen Parteiapparat der Kommunistischen Partei der Sowjetunion auswertete, darunter nachgelassene Papiere Molotows, hält die Stalin-Noten klar für ein Störmanöver und einen Bluff. Auch nach Ruud Van Dijk waren die Noten wahrscheinlich nicht ernst gemeint, etwa weil es keine Überlegungen oder Szenarien für den Fall gab, dass die Westmächte auf den Vorschlag eingehen sollten. Klaus Kellmann urteilt in seiner Stalin-Biografie, Stalin habe höchstens mit dem Dokument vom 10. März „einiges in der DDR“ opfern wollen. „Alle folgenden Schreiben müssen als reine Propaganda bezeichnet werden.“ Manfred Hildermeier schreibt, dass nach der Einsichtnahme in die Akten feststehe, dass Stalin nicht ernsthaft daran dachte, die DDR zur Disposition zu stellen und sich auf ein neutrales Deutschland einzulassen.